# Leonildo Soares
Leonildo Soares, né le 7 août 1992, est un footballeur international santoméen. Il évolue au poste de milieu de terrain.

## Biographie

### En club
Leonildo Soares dispute 8 matchs en troisième division portugaise, sans inscrire de but, et 62 matchs en quatrième division portugaise, marquant 11 buts.

### En équipe nationale
Il reçoit sa première sélection avec l'équipe de Sao Tomé-et-Principe le 4 juin 2016, contre le Cap-Vert (défaite 1-2). Il s'agit d'une rencontre rentrant dans le cadre des qualifications à la Coupe d'Afrique des nations 2017. Son deuxième match, contre le Maroc, a lieu trois jours plus tard (défaite 0-2).